# 30 (عدد)
30 (ثلاثون) هو عدد طبيعي يلي العدد 29 ويسبق العدد 31.

## فيالرياضيات
- هو حاصل جمع أربع أعداد من قوى العدد اثنين 21+22+23+24 = 2+4+8+16 = 30.
- هو حاصل جمع تربيع أول أربع أعداد طبيعية 12+22+32+42 = 1+4+9+16 = 30.
- حاصل ضرب أول ثلاث أعداد أولية 2*3*5=30.

## فيالإسلام
ذكر الرقم ثلاثين في القرآن مرتان بالألفاظ (ثلاثون‒ ثلاثين).